# Biskupi kieleccy
Biskupi kieleccy – biskupi diecezjalni i biskupi pomocniczy diecezji kieleckiej.

## Biskupi

### Biskupi diecezjalni
| Lata urzędowania | Biskup | Biskup                        | Uwagi                                        |
| ---------------- | ------ | ----------------------------- | -------------------------------------------- |
| 1809–1818        |        | Józef Kleofas Wojciech Górski |                                              |
| 1883–1907        |        | Tomasz Teofil Kuliński        |                                              |
| 1910–1937        |        | Augustyn Łosiński             |                                              |
| 1938–1963        |        | Czesław Kaczmarek             |                                              |
| 1967–1980        |        | Jan Jaroszewicz               |                                              |
| 1981–1993        |        | Stanisław Szymecki            | następnie arcybiskup metropolita białostocki |
| 1993–2014        |        | Kazimierz Ryczan              |                                              |
| od 2014          |        | Jan Piotrowski                |                                              |

### Biskupi pomocniczy
| Lata urzędowania | Biskup | Biskup               | Uwagi                                                                             |
| ---------------- | ------ | -------------------- | --------------------------------------------------------------------------------- |
| 1936–1957        |        | Franciszek Sonik     |                                                                                   |
| 1958             |        | Szczepan Sobalkowski |                                                                                   |
| 1958–1967        |        | Jan Jaroszewicz      | następnie biskup diecezjalny kielecki                                             |
| 1961–1968        |        | Edward Muszyński     |                                                                                   |
| 1968–1981        |        | Edward Materski      | następnie biskup diecezjalny sandomierski, późniejszy biskup diecezjalny radomski |
| 1972–1993        |        | Jan Gurda            |                                                                                   |
| 1982–2001        |        | Mieczysław Jaworski  |                                                                                   |
| 1987–1992        |        | Piotr Skucha         | następnie biskup pomocniczy sosnowiecki                                           |
| od 1998          |        | Marian Florczyk      |                                                                                   |
| 2005–2014        |        | Kazimierz Gurda      | następnie biskup diecezjalny siedlecki                                            |
| od 2017          |        | Andrzej Kaleta       |                                                                                   |